# Zwarte zwaan (economie)

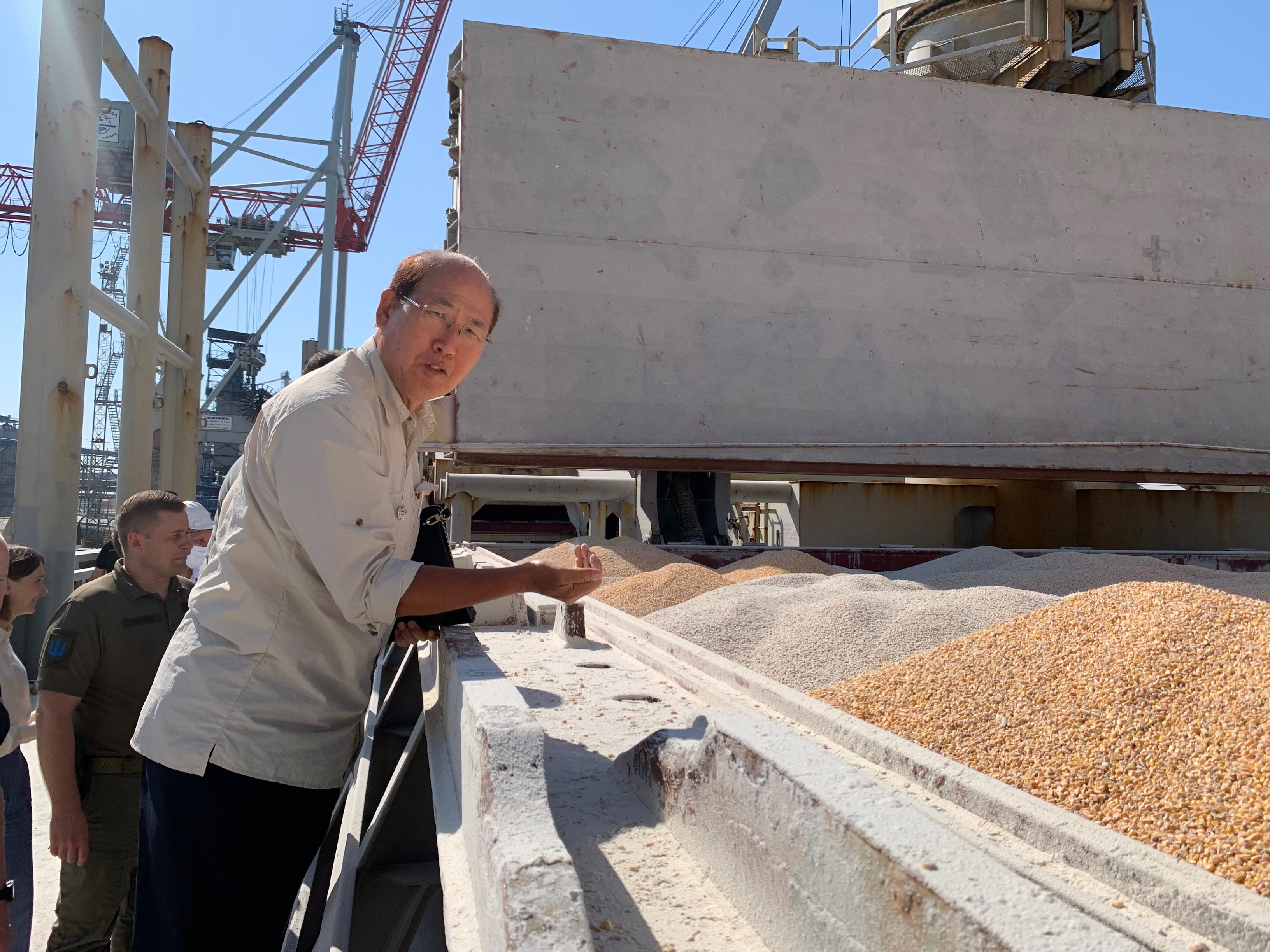
Oekraïne: de zwarte zwaan van de Russische invasie leidde tot een internationale graancrisis, die afgezwakt werd door de graandeal van 2022.
Kitack Lim, de secretaris-generaal van de IMO, verwelkomt hier de deal.

Een zwarte zwaan is in de economische wetenschap een belangrijke onverwachte gebeurtenis die niemand heeft voorzien hoewel ze niet onverklaarbaar hoeven te zijn. Een dergelijke gebeurtenis ontwricht alle bestaande economische modellen en kan zeer schadelijk voor de welvaart zijn, maar ook bevorderlijk.

## Taleb
De term is in 2007 gemunt door Nassim Nicholas Taleb. In zijn boek De Zwarte Zwaan noemt hij drie kenmerken van zwarte zwanen: ongewoon, extreem verstorend en pas achteraf verklaarbaar. De kennis die mensen van de wereld hebben, helpt ze nagenoeg niet om zulke nieuwe fenomenen te voorzien. In eerste instantie had hij een economische betekenis op het oog, later liet hij die beperking varen. De verstoring door een zwarte zwaan hoeft niet negatief te zijn: ook de opkomst van internet vanaf de jaren 1990 geldt als zwarte zwaan.
Taleb stelt dat zwarte zwanen in de afgelopen tienduizend jaar, na het Pleistoceen, invloedrijker werden naarmate de wereld gecompliceerder werd, terwijl de alledaagsheden hun invloed verloren. Als voorbeelden noemt hij het uitbreken van de Eerste Wereldoorlog, de opkomst van Adolf Hitler en het uitbreken van de Tweede Wereldoorlog, het razendsnelle uiteenvallen van het Sovjet-blok en de opkomst van het moslimfundamentalisme. Volgens Taleb gedragen we ons alsof zulke uitzonderlijke gebeurtenissen niet voorkomen: we missen zelfkennis en zijn blind voor het toeval. Voor zwarte zwanen hebben risicoanalyses niet meer voorspellende waarde dan astrologie. De klokkromme van de normale verdeling, die met zijn aura van voorspelbaarheid de uitzonderingen negeert, draagt in Talebs boek de bijnaam GIF: Grote Intellectuele Fraude. Met deze dichterlijke overdrijving wijst hij op het bestaan van de long tail, de lange staart van een kansverdeling, met gebeurtenissen die extreem zeldzaam zijn maar een grote invloed hebben.
Voor zwarte zwanen is wat we niet weten belangrijker dan wat we wel weten. Gebeurtenissen zoals de aanslagen op 11 september 2001 en de tsunami van 2004 in de Indische Oceaan konden alleen catastrofaal zijn doordat men met zoiets geen rekening hield, zonder dat men zich van die omissie bewust was.

## Latere auteurs
Taleb heeft gewaarschuwd niet te proberen een concrete zwarte zwaan te voorspellen, maar te letten op kwetsbaarheden en kansen. Echter zijn er economische wetenschappers die ruimere criteria voor zwarte zwanen hanteren om ze te vangen in toekomstscenario's en risicobeheersing. Zij gebruiken de term ook in ruimere zin, zoals voor gebeurtenissen die wel voorzien kunnen worden maar als onwaarschijnlijk getaxeerd worden. Verder ook voor gebeurtenissen die op zichzelf niet onwaarschijnlijk zijn, zoals stormen en terreuraanslagen of de Brexit, maar waarvan tijdstip, heftigheid of gevolgen niet goed te voorzien zijn.
Op aandelenmarkten geldt een koersval vanaf zes standaarddeviaties als een zwarte zwaan.
De Bank voor Internationale Betalingen heeft de groene zwaan geïntroduceerd, een metafoor voor risico's door klimaatverandering.

## Omkering sinds de oudheid

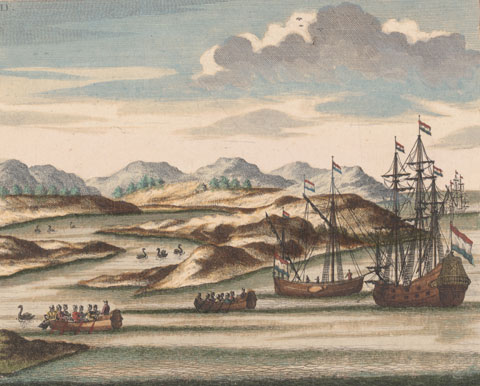
Gravure naar een prent van Johannes van Keulen, de meereizend cartograaf van De Vlaeminck: de ontdekking van zwarte zwanen in 1796

De Romeinse dichter Juvenalis, uit de eerste eeuwen van onze jaartelling, raadt mannen in zijn Satire IV af om te trouwen, omdat een vrouw met de gewenste eigenschappen zo zeldzaam is als een zwarte zwaan, het zinnebeeld van het onbestaande: “rara avis in terris, nigroque simillima cygno”. Zijn zegswijze werd tot in de 17e eeuw gebruikt, maar aan het eind van die eeuw verloor de zwarte zwaan plotseling de status van fictief dier: in 1695 ontdekte Willem de Vlamingh, dat er in Australië wel degelijk zwarte zwanen waren. Zijn expeditie ontdekte deze aan de Zwanenrivier bij het hedendaagse Perth. Door deze verrassende ommekeer veranderde de spreekwoordelijke betekenis van het dier: het werd een symbool voor het onverwachte en onvoorspelbare.

## Overzichten
Société Générale, een van de grootste banken van Europa, heeft een tijdlang per kwartaal en per jaar een lijst van mogelijke zwarte zwanen gepubliceerd. Die bevatte ook mogelijke onverwachte kansen, aangeduid als witte zwanen. Ook andere financiële dienstverleners proberen risico's te benoemen, zoals UBS met zijn Year Ahead.

## Zwarte zwaan-gebeurtenissen
Eind 2015 noemde Bloomberg gebeurtenissen die op zichzelf of gezamenlijk zwarte zwanen zouden kunnen worden in 2016. Onder andere:
- De prijs van ruwe olie stijgt naar honderd dollar per vat, door:
  - Een grote aanval van de Islamitische Staat (IS) op de olie-infrastructuur van Irak
  - Onrust in de olierijke Nigerdelta
- Angela Merkel die aftreedt, mogelijk ten gunste van de fiscale havik Wolfgang Schäuble
- Cyberaanvallen leggen wereldwijde financiële systemen plat
- Een onconventionele of onafhankelijke kandidaat wint de verkiezingen van 2016; dit verwijst naar Donald Trump, die daadwerkelijk won van Hillary Clinton
- Een mogelijke voorstem van de Britten bij het Brexit-referendum; ze stemden inderdaad voor.

Eind 2015 beoordeelden beoordeelden economen extreme prijsstijgingen door aanvallen van IS als het grootste gevaar voor de economie, daarna de Brexit en de cyberaanvallen. Een onderzoeksbureau gaf deze drie waarschijnlijkheden van 25%, 20% en 10% mee. Iets eerder dat jaar gaf Société Générale de Brexit een veel hogere kans: geen 20 maar 45%.

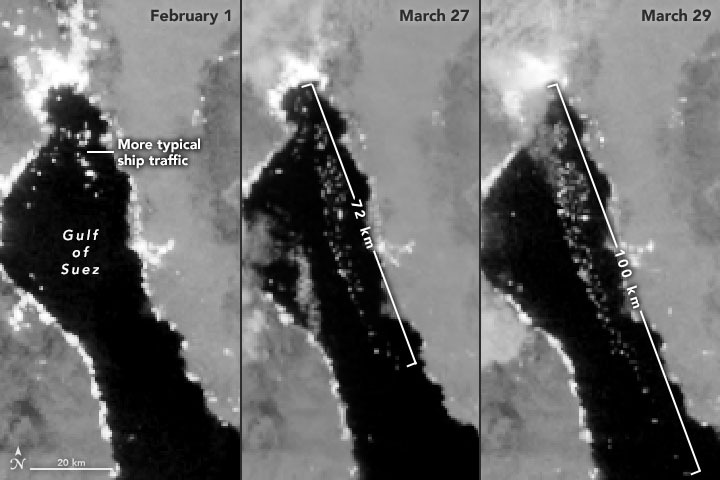
Zwarte zwaan: een schepenfile van 100 kilometer voor het Suezkanaal door het vastlopen van de Ever Given in 2021

In 2019 noemde Société Générale als zwarte zwanen voor 2020:
- een no deal Brexit; de Brexit stond al vast, maar er was de mogelijkheid dat de uittredingsonderhandelingen zouden stuklopen
- een scherpe daling van de aandelenkoersen
- een escalatie van de handelsoorlog tussen de Verenigde Staten en China.

Diverse waarnemers:
- In 2020 werd de coronapandemie een zwarte zwaan genoemd,[2] hoewel epidemiologen al jaren waarschuwden dat pandemieën onvermijdelijk waren door de combinatie van de wereldwijde bevolkingsdichtheid, het houden van grote hoeveelheden dieren en het grootschalig internationaal reizen.
- De Russische invasie van Oekraïne werd in 2022 en ook later als zwarte zwaan genoemd,[7] zelfs als zwartste van alle zwarte zwanen, een historisch keerpunt dat een einde maakte aan een periode van relatieve vrede sinds 1990. In de VS liep de inflatie op naar 8,5%. In Europa werd de inflatie van 7,4% vooral bepaald door de stijging van de energieprijzen met 44,4%. De Afrikaanse financiële markten kwamen onder druk te staan.[7] De gevolgen waren des te sterker doordat de wereld nog niet bekomen was van eerdere zwanen: de economische gevolgen van de coronacrisis in combinatie met de blokkering van het Suezkanaal door de Ever Given. De al bestaande verstoring van de productieketen werd zo verergerd. Evenals Taleb meent de vermogensbeheerder Patrizia steeds frequentere verstoringen te zien.[8]